# 沼垂郡
沼垂郡（ぬたりのこおり、ぬったりぐん）は、古代の越後国にあった郡。越後国北部の阿賀野川と荒川の間の地域で、おおむね近代以降の北蒲原郡、現在の新潟駅付近から新発田・中条にかけての地域に相当する。

## 歴史
日本海沿岸北部における蝦夷支配の拠点として設置された渟足柵（ぬたりのさく、647年設置）を中心に編成された。北隣の岩船郡および出羽郡（のち出羽国の一部）とともに越後国に属した。中世以降は現れることがなくなり、時期は不明確ながら南隣の蒲原郡に統合されたと考えられている。

### 式内社
『延喜式』神名帳に記される郡内の式内社。
| 神名帳             | 神名帳     | 神名帳 | 神名帳     | 比定社             | 比定社                   | 比定社 | 集成 |
| 社名               | 読み       | 格     | 付記       | 社名               | 所在地                   | 備考   | 集成 |
| ------------------ | ---------- | ------ | ---------- | ------------------ | ------------------------ | ------ | ---- |
| 沼垂郡 5座（並小） |            |        |            |                    |                          |        |      |
| 大形神社           | オホカタノ | 小     |            | 大形神社           | 新潟県新潟市東区河渡本町 |        |      |
| 市川神社           | イチカハノ | 小     |            | （論）市川神社     | 新潟県北蒲原郡聖籠町亀塚 |        |      |
| 石井神社           | イシヰノ   | 小     |            | （論）石井神社     | 新潟県新発田市五十公野   |        |      |
| 美久理神社         | ミクリ     | 小     |            | 白山神社           | 新潟県新潟市中央区沼垂東 |        |      |
| 美久理神社         | ミクリ     | 小     | 二王子神社 | 新潟県新発田市田貝 |                          |        |      |
| 川合神社           | カハアヒノ | 小     |            | 川合神社           | 新潟県胎内市熱田坂       |        |      |
| 凡例を表示         |            |        |            |                    |                          |        |      |

## 消滅後の沿革
なお、江戸時代初期に幕府が刈羽郡を旧称に復するとして「沼垂郡」と呼んだことがあるが、刈羽郡の旧称は三島郡であり、この措置は誤りであった。また、明治維新期に設置された越後府の管轄地域を指定した布告に「沼垂郡」が見られる（「公文禄」明治元年9月3日）。